# Похід Джебе і Субедея
Похід Джебе і Субедея (1220–1224) — похід монгольських військ під командуванням Джебе-нойона і Субедей-багатура, розпочатий за наказом Чингізхана як погоня за султаном  Хорезма Ала ад-Діном Мухаммедом II , а після смерті хорезмшаха спрямований проти держав Кавказу та Східної Європи. Літописець Ібн аль-Асир називає війська Субедея і Джебе «Західні Татари».

## Погоня за хорезмшахом Мухаммедом

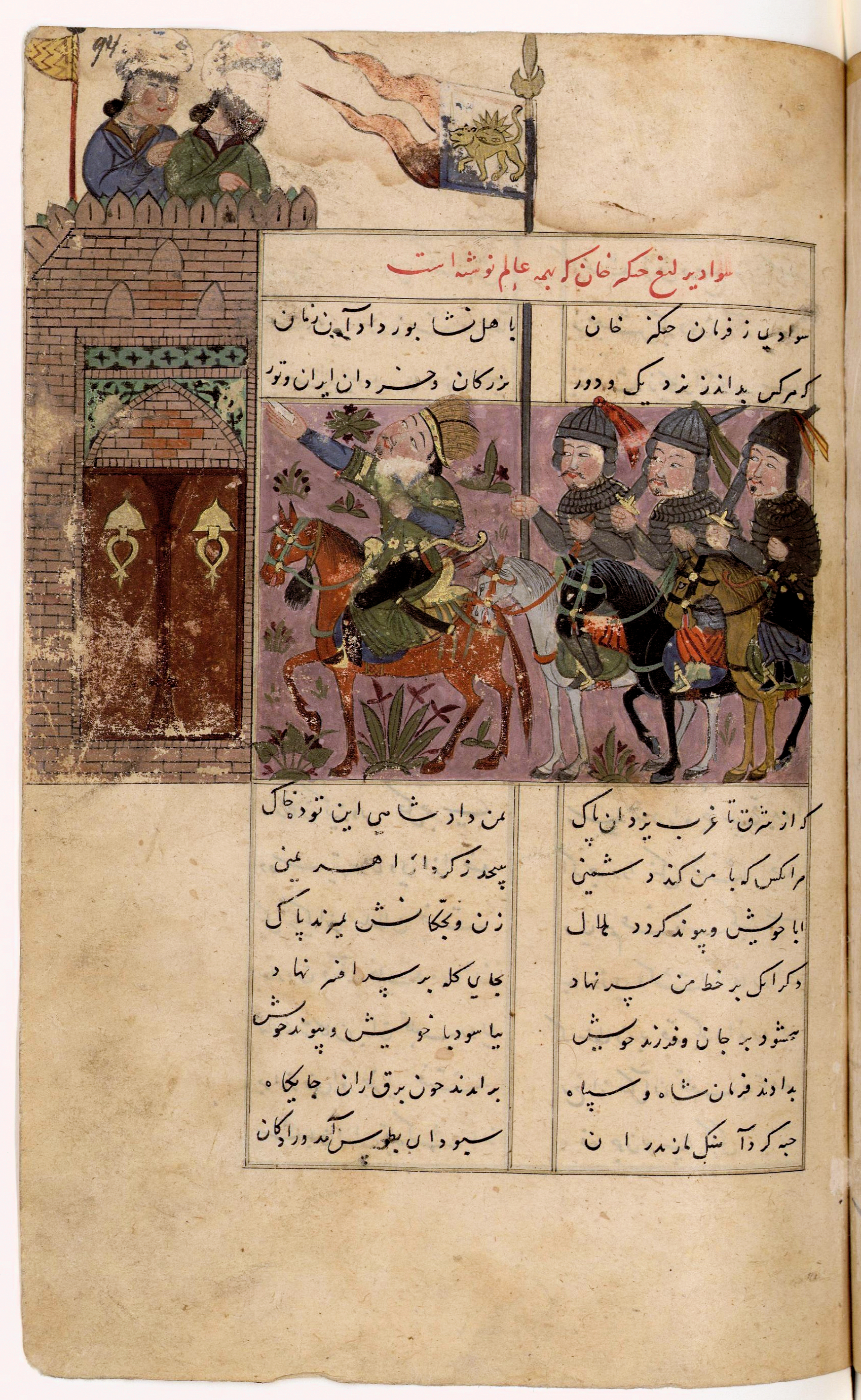
Посланець Чингіз-хана у Нішапура

Після взяття Самарканда навесні 1220 року

Чингізхан отримав звістку, що хорезмшах Мухаммед перебуває з малими силами в літній резиденції на березі Амудар'ї. Для його захоплення було відібрано 30 тисяч воїнів — порівну з кожного тумена
.
Розподілені на три загони війська виступили в наступному порядку: в авангарді тумен Джебе, за ним — Субедей і потім — Тохучара

.
Мухаммед, який перебував у Келіфі на правому березі Амудар'ї, почувши про наближення монголів, під приводом збору нового ополчення втік до Ірану
.
Не затримуючись в Нішапурі, Мухаммед рушив до Ісфараіну, але потім повернув на Бістам, де передав одному з векілів (сановників) двору, еміру Тадж ад-дину Омару Бістамі, два ящики з дорогоцінними каменями і звелів відправити їх в Ардахан, потужну фортецю в трьох днях шляху від Рея. Сам хорезмшах поспішив в Рей.
У травні (по Джузджані) монголи перейшли Амудар'ю через брід Пенджаб (інакше — Мела, недалеко від гирла Вахша). Невеликий загін, надісланий хорезмшахом поблизу Пенджабу, не зміг їх затримати. Раніше намісник Мерва Мелік-хан (Хан-Мелік) Амін аль-мульк отримав від Чингізхана грамоту про недоторканість своїх володінь. Тохучар, порушивши домовленість, вступив в бій з горянами і, за відомостями Рашид ад-Діна, був убитий
.
Більш ймовірно, що Тохучар був відкликаний Чингізханом і покараний
,
а його тумен перекинутий в інший район бойових дій
. Переслідування хорезмшаха продовжили загони Джебе і Субедея. Це підтверджується і вірменським літописцем Себастаці, який оприділив чисельність монголів при їх першій появі в Грузії в 20 тисяч чоловік
.
Прибувши до Нішапура, нойони передали намісникам Хорасана копію ярлика Чингізхана з додатком ал-тамги («червоної печатки»). Від жителів було потрібно не чинити опору і виявити покірність негайно після прибуття війська Чингізхана. Оскільки Мухаммеду при від'їзді з Нішашура вдалося приховати свої сліди, Джебе і Субедей розділилися і направили свої загони в різні боки, мабуть, для того, щоб отримати відомості про направлення втечі хорезмшаха. Загін Субедея через Тус і Радкан пройшов до Кучана і Ісфараїна, а потім через Дамган і Семнан в Рей. Джебе прибув туди ж після розграбування деяких Мазендеранських міст, зокрема, Амуля. За Джувейні, жителі Рея підкорилися добровільно; по Ібн аль-Асиру, монголи несподівано з'явилися перед містом, оволоділи ним і відвели в полон жінок і дітей. Поява їх перед Реєм Ібн аль-Асир пояснює тим, що до них дійшли чутки про прибуття султана в це місто.

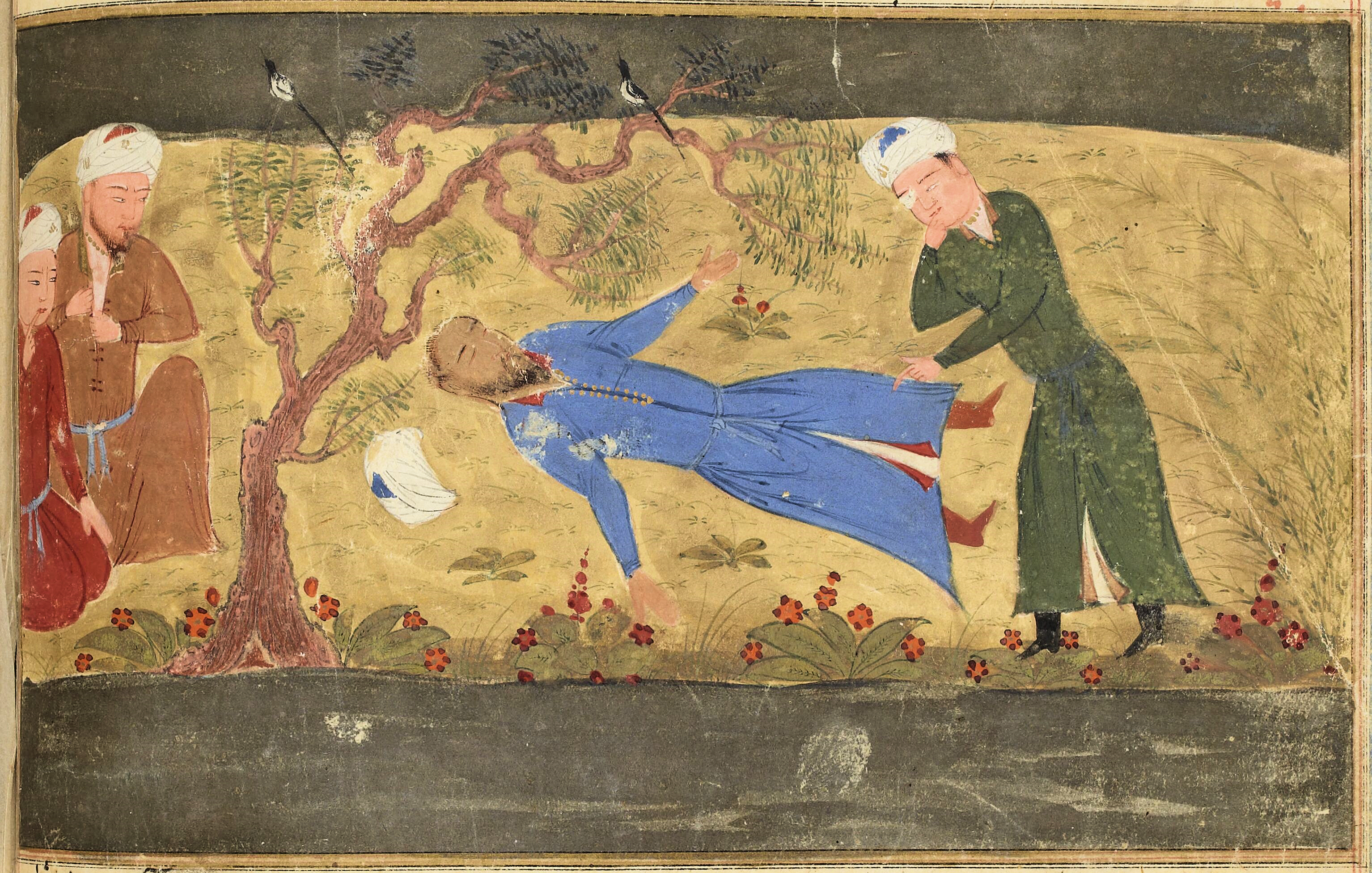
Смерть хорезмшаха Мухаммеда. Мініатюра з Джамі ат-Таваре. Рукопис XV століття, Герат

Дізнавшись про наближення ворога, Мухаммед втік у фортецю Фарразін (поблизу Ерака), де перебував його син Рукн ад-Дін Гуршанчі з 30-тисячним військом. Маючи можливість знищити розрізнені загони Джебе і Субедея, він не скористався єю, і при наближенні монголів пішов разом з синами в гірську фортецю Карун в околицях Хамадана. По дорозі в Карун він зустрів монголів, але не був ними впізнаний; монголи пустили в його загін кілька стріл, але Мухаммед благополучно досяг фортеці. Він залишався в Каруні один день, потім, узявши з собою кілька коней і провідника, вирушив по дорозі до Багдада. Обдуривши переслідуючих його монголів, він прибув до фортеці Сер-чахай, де пробув сім днів, і звідти через Гілян пробрався вздовж узбережжя Каспійського моря на схід. Мухаммед сховався на острові, розташованому поблизу приморського міста Абескуна, можливо, острові Ашур-Аде біля входу в затоку Астарабад. Невідомо, як довго хорезмшах знаходився на острові. За розповіддю його супутників, з якими згодом розмовляв Нісаві, він уже при приїзді на острів був хворий запаленням легенів і не мав надії на одужання. Точної дати смерті Мухаммеда в першоджерелах немає; ймовірно це сталося в грудні 1220
.
Вступивши в Хамадан, Джебе прийняв виявлення покірності від місцевого правителя і поставив свого намісника (шихне), а потім розбив поблизу Суджаса хорезмійське військо під начальством Біг-Тегін і Кюч-Бука-хана. Мабуть, втративши слід хорезмшаха, монголи рушили з Хамадану до Зенджану і Казвіну, який взяли штурмом. При посиленні холодів вони спрямовані до берега Каспію, в Муганський степ. По дорозі туди, за відомостями Джувейні, вони взяли і розграбували Ардебіль; по Ібн аль-Ассирові, Ардебіль був узятий в жовтні-листопаді 1221 року. Згідно з цим автору, вони підійшли до Тебризу, який відкупився «грошима, одягом і худобою», а після цього мали місце дві битви з грузинами. У першій 10-тисячне військо грузин було звернуто до втечі. У другій битві, що мала місце в зуль-кад'а 617 року хіджри / січні 1221 року н. е., монголи об'єдналися з силами тюрка Акуша і завдали грузинам нової поразки. Кіракос Гандзакеці оповідає про битву в долині Хунан, між річками Храмі і Акстафа, коли грузинський цар Георгій IV і воєначальник Іване Мхаргрдзелі звернули ворога у втечу, але, будучи атаковані засадним загоном монголів, втекли
.
На думку А. Г. Галстян, мала місце лише одна битва — наприкінці 1220 в долині Хунан (інакше — Котман)
.
Навесні монгольські полководці, вдруге отримавши в Тебризі данину, взяли Марагу (30 березня 1221) і Нахічеван. Атабек виявив покірність і отримав ал-тамгу і дерев'яну Пайцзу. У серпні-вересні монголи повернулися в Хамадан, щоб придушити повстання городян, які вбили поставленого намісника. За відомостями Рашид ад-Діна, дізнавшись про смерть Мухаммеда і втечу його сина Джелал ад-Діна в Хорасан, Джебе і Субедей відправили Чингізхану відповідне звістку (коли саме це сталося, неясно). За припущенням Дж. Бойла, переслідування султана було лише першим етапом походу
.

## Подальші військові дії
Монголи, вступивши в Арран, захопили Байлакана (рамазан 618 м х./жовтень-листопад 1221 н. е.) і без бою взяли данину з Гянджі. Після чергового вторгнення до Грузії, вони підступили до Шемахе в Ширвані. Взявши місто штурмом і розграбувавши його, монголи через Дербентський прохід проникли на Північний Кавказ. Пройшовши з боєм землі лезгинів, багатьох з яких пограбували і перебили, вони зіткнулися з об'єднаними силами аланів і кипчаків — половців. Не досягнувши успіху в перших сутичках, монголи вдалися до хитрощів. Заявивши «ми і ви одного роду», нойони обдарували половців і обіцяли не нападати, якщо ті покинуть аланів. Половці розійшлися по своїх кочовищах. Внісши таким чином розкол в ряди ворога, монголи розбили аланів, а потім атакували половців, які цього не чекали.
У зіткненні загинули хани Юрій Кончакович і Данило Кобякович, а залишки їх орд відійшли на захід і з'єдналися з ордою Котяна, який кочував між Дніпроом і Дністером. Монголи вторглися в Крим, де взяли місто Сурож (Судак).
Після взяття Ургенча Чингісхан дав доручення Джучі продовжити завоювання у Східній Європі, де його війська повинні були з'єднатися з Джебе і Субедеєм, але той ухилився від його виконання.

### Битва на Калці
Хан Котян попросив допомоги свого зятя Мстислава Удатного і Мстислава Романовича, великого князя Київського. На початку 1223 року в Києві був скликаний княжий з'їзд, який вирішив, що сили Київського, Галицького, Чернігівського, Сіверського, Смоленського і Волинського князівств повинні підтримати половців. Монгольські посланці запропонували руським князям виступити проти половців, але Мстислав стратив послів. Однак монголам вдалося залучити на свою сторону бродників, що мешкали у південноруських степах.
Сторожовий загін монголів на лівому березі Дніпра був розбитий, і через 8-9 днів русько-половецьке військо підійшло до річки Калка в Приазов'ї, де зіткнулося з основними силами противника. Мстислав Удатний, не повідомивши інших князів, вирішив самостійно розправитися з монголами і переправився на інший берег разом з половцями, керованими його воєводою та волинськими дружинами. 31 травня 1223 року всі вони, а також чернігівці, були розгромлені монголами. Київський князь, огородившись тином на високому протилежному березі Калки, протягом трьох днів після битви тримав оборону. Потім, повіривши обіцянці воєводи бродників Плоскині відпустити князів живими, він залишив укріплення. Однак він, його князі та воєводи були полонені монголами і, за легендою, задавлені під дошками, на яких сіли бенкетувати монгольські воєначальники. Після перемоги монголи переслідували залишки русько-половецького війська до Святополча, плюндруючи прикордонні міста.
По ходу повернення на схід монголи, за спірною версією, зазнали поразки від Волзької Булгарії наприкінці 1223 або на початку 1224 року. Згідно Ібн аль-Ассира, з монгольської сторони в цій битві вціліло 4000 чоловік. Через Саксин, що розташовувався, імовірно, на Нижній Волзі, вони проїхали в Дешт-і Кипчак, де з'єдналися з армією Джучі.